# Михайліченко Богдан Васильович
Богда́н Васи́льович Михайліче́нко (21 березня 1997, Бориспіль, Україна) — український футболіст, лівий захисник житомирського «Полісся» та збірної України.

## Життєпис
Богдан Михайліченко народився в Борисполі, де й почав займатися футболом. Першим тренером Богдана був Олександр Курилко. У чемпіонатів ДЮФЛ виступав спочатку за ФК «Княжа», а у 2010 році перейшов до системи київського «Динамо».
З 2012 року активно викликався до юнацької збірної України, складеної з гравців 1997 року народження, яку очолював Олег Кузнецов. Залучався до ігор збірної під проводом Олександра Головка, де виступали хлопці на рік старші за Михайліченка.
23 липня 2013 року дебютував в юнацькій команді київського «Динамо» в матчі проти львівських «Карпат», а вже за два місяці, 28 вересня того ж року, вперше з'явився на полі у грі молодіжного складу киян проти «Ворскли».
У першій команді «Динамо» дебютував 8 квітня 2015 року в поєдинку 1/4 фіналу Кубка України проти луганської «Зорі», провівши на полі усі 90 хвилин матчу. У Прем'єр-лізі вперше з'явився 24 травня того ж року, замінивши на 87-й хвилині гри Джермейна Ленса.
У липні 2017 року на правах оренди перейшов у кам'янську «Сталь». Дебютував за команду 16 липня 2017 року в матчі першого туру Прем'єр-ліги проти луганської «Зорі» (1:0), вийшовши у стартовому складі і відігравши увесь матч. У грудні 2017 року Михайліченко розірвав угоду зі «Сталлю» і перейшов на правах оренди до луганської «Зорі». У серпні 2020 року підписав 4-річний контракт із бельгійським «Андерлехтом».
27 липня 2022 року було оголошено про досягнення угоди щодо оренди Богдана Михайличенка з «Андерлехта» до донецького «Шахтаря». В угоду також було включено право викупу гравця за 2,5 мільйона євро. «Шахтар», після одного проведеного сезону футболістом у клубі, не скористався правом викупу. За «гірників» Михайличенко зіграв 32 матчі, відзначився двома забитими голами і п'ятьма гольовими передачами. 
24 липня 2023 року Богдан перейшов до загребського «Динамо» в статусі вільного агента.
| Дата       | Місто   | Господарі     | Результат | Гості     | Турнір                               | Голи | Примітки |
| ---------- | ------- | ------------- | --------- | --------- | ------------------------------------ | ---- | -------- |
| 03-09-2020 | Львів   | Україна       | 2 – 1     | Швейцарія | Ліга націй УЄФА 2020-2021 - 1-й етап | -    |          |
| 06-09-2020 | Мадрид  | Іспанія       | 4 – 0     | Україна   | Ліга націй УЄФА 2020-2021 - 1-й етап | -    |          |
| 07-10-2020 | Париж   | Франція       | 7 – 1     | Україна   | товариський матч                     | -    | 46'      |
| 11-11-2020 | Хожув   | Польща        | 2 – 0     | Україна   | товариський матч                     | -    |          |
| 14-11-2020 | Лейпциг | Німеччина     | 3 – 1     | Україна   | Ліга націй УЄФА 2020-2021 - 1-й етап | -    | 75'      |
| 31-03-2021 | Київ    | Україна       | 1 – 1     | Казахстан | Відбір до ЧС 2022                    | -    |          |
| 21-09-2022 | Глазго  | Шотландія     | 3 – 0     | Україна   | Ліга націй УЄФА 2022—2023 - 1-й етап | -    |          |
| 07-06-2024 | Варшава | Польща        | 3 – 1     | Україна   | товариський матч                     | -    | 70'      |
| 23-03-2025 | Генк    | Бельгія       | 3 – 0     | Україна   | Ліга націй УЄФА 2024—2025 - плей-оф  | -    | 69'      |
| 10-06-2025 | Торонто | Нова Зеландія | 1 – 2     | Україна   | товариський матч                     | -    | 66'      |
| Усього     |         | Матчів        | 10        |           | Голів                                | 0    |          |

## Титули та досягнення
«Шахтар»
- Чемпіон України (1): 2022-23

«Андерлехт»
- Бронзовий призер Чемпіонату Бельгії (2): 2021, 2022